# Kongowürger
Der Kongowürger (Laniarius holomelas) ist eine Vogelart aus der Familie der Buschwürger (Malaconotidae).

## Verschiedenes
Der Vogel kommt in Burundi und Ruanda sowie in angrenzenden Regionen der Demokratischen Republik Kongo und Ugandas vor.
Er wurde früher als konspezifisch mit dem Rabenwürger (Laniarius poensis) angesehen, unterscheidet sich aber durch die dunkelbraune oder rötlich-braune Iris (nicht grau), durch den geringeren Glanz des schwarzen Brustgefieders, den kürzeren Schnabel und einen anderen Ruf (klares Pfeifen und nicht kurze einzelne oder doppelte Laute).
Der Lebensraum umfasst Waldränder primären Bergwaldes, Galeriewald und dichten Bewuchs auf steilen Hängen bis 3385 m Höhe im Kongo.
Der Artzusatz kommt von altgriechisch ὅλος hólos, deutsch ‚ganz‘ und altgriechisch μέλας mélas, deutsch ‚schwarz‘.
Dieser Buschwürger ist ein Standvogel.

## Merkmale
Die Art ist 18 cm groß und wiegt etwa 38 g. Das Männchen ist durchgehend dunkel schwarz mit blauem Schimmer, die Flügel sind an den Spitzen deutlich gebogen, auch der Schwanz etwas an der Spitze. Die Iris ist bläulich-schwarz, Schnabel und Beine sind schwarz. Die Geschlechter unterscheiden sich nur durch etwas kürzere Flügel und einen kürzeren Schwanz beim Weibchen. Jungvögel sind matt schwarz ohne Glanz.
Dieser Buschwürger unterscheidet sich vom Grauaugenwürger (Laniarius willardi) durch die Augenfarbe und längere Flügel, einen kürzeren Schwanz und einen schmaleren Schnabel sowie vom Schwarzwürger (Laniarius leucorhynchus), der in niedrigeren Höhenlagen vorkommt.
Die Art ist monotypisch.

## Stimme
Der Ruf des Männchens wird als lautes, klingendes, hohes Pfeifen „heeeeeee“ oder ansteigendes „hooeeee“ beschrieben, einzeln oder im Duett, durch ein harsches „ti-haarwet“ oder schnarrend-ratterndes „korrrrr“ oder „tzweeeerrr“ beantwortet.

## Lebensweise
Die Nahrung besteht hauptsächlich aus Insekten, gelegentlich Schnecken, die paarweise, oft auch in gemischten Jagdgemeinschaften im tiefsten Schatten dichten Bewuchses gesucht werden. Manchmal kann die Art für wenige Sekunden gesichtet werden.
Die Brutzeit liegt wohl zwischen April und Mai oder Juni in der Demokratischen Republik Kongo. Das Gelege besteht aus 2 Eiern.

## Gefährdungssituation
Der Bestand gilt als „nicht gefährdet“ (Least Concern).